# إيلان جرابل
إيلان حياة جرابل (10 أغسطس 1983 -)هو مواطن أمريكي أسرائيلي أتهم من قبل السلطات المصرية بتهمة التجسس والتخابر لصالح جهاز الموساد في يونيو 2011 والقي القبض عليه من الفندق الذي كان يقطن فيه به في وسط القاهرة.

## نشأته
مواليد كوينز بمدينة نيويورك، في العاشر من أغسطس عام 1983. تخرج من جامعة جون هوبكنز وحصل منها على البكالوريوس للدراسات الدولية في 2005. أنتقل بعدها لدولة لدولة إسرائيل لتجنيده إجباريًا في الجيش الإسرائيلي وشارك في حرب لبنان التي أقيمت في 2006. ثم عاد إلى الولايات المتحدة الأمريكية لأستكمال دراسته في مجال الحقوق، وكان طالبًا بجامعة إيموري عندما أُلقي القبض عليه في القاهرة بتهمة التجسس لوكالة الإستخبارات الإسرائيلية (الموساد) في 12 من يونيو 2011.

## ممارسات القضية
أنكرت أسرة وأصدقاء إيلان هذه التهم وأعربوا عن أسفهم لما يحدث، نافيين تماماً صحة هذه الأتهامات، فيما لم تفصح السلطات المصرية عن أي إثباتات للتهم الموجهة إليه لإدانته بها.
وبعد حوالي 5 أشهر من الحبس توصلت الحكومتين المصرية والأسرائيلية لصفقة تضمنت إطلاق سراحه في ال27 من أكتوبر 2011 مقابل 25 سجين مصريا في السجون الإسرائيلية وبعض الصفقات الأمنية التي لم تصفح عنها أياً من الجهاتين تفاصيلها.

## الأسباب
جاءت زيارته لمصر تباعا لمنظمة غير هادفة للربح تدعى سانت أندروز لمساعدة اللاجئينن، وعُرف إيلان بحب إستطلاعه للثقافة الشرق أوساطية وأهتمامه بمعرفة المزيد عن الدين الإسلامي واللغة العربية.

## إطلاق سراحه
فيما جاءت هذه الصفقة تحت ظل سخرية الأعلام تعد أحد الصفقات الناجحة والموثوقة بعد نجاح صفقة سابقة لجلعاد شاليط الرقيب في الجيش الإسرائيلي والتي تم أحتجازه من قبل حماس وتدخلت السلطات المصرية لأخراجه بعد اختطافه 5 سنوات.